# Dromogomphus armatus
Dromogomphus armatus är en trollsländeart som först beskrevs av Selys 1854.  Dromogomphus armatus ingår i släktet Dromogomphus och familjen flodtrollsländor. IUCN kategoriserar arten globalt som livskraftig. Inga underarter finns listade i Catalogue of Life.